# Archaeophylax
Archaeophylax är ett släkte av nattsländor. Archaeophylax ingår i familjen husmasknattsländor.
Kladogram enligt Catalogue of Life:
| Archaeophylax | \| \| Archaeophylax canarus \| \| \| \| \| \| Archaeophylax ochreus \| \| \| \| \| \| Archaeophylax vernalis \| \| \| \| |
|               | \| \| Archaeophylax canarus \| \| \| \| \| \| Archaeophylax ochreus \| \| \| \| \| \| Archaeophylax vernalis \| \| \| \| |
|               | Archaeophylax canarus |
|               | |
|               | Archaeophylax ochreus |
|               | |
|               | Archaeophylax vernalis                                                                                                   |
|               | |